# Hemidactylus kundaensis
Hemidactylus kundaensis es una especie de gecos de la familia Gekkonidae.

## Distribución geográfica yhábitat
Es endémica del oeste de Guinea. Su rango altitudinal oscila entre 316 y 415 m s. n. m..